# کازوما تاکایاما
کازوما تاکایاما (انگلیسی: Kazuma Takayama؛ زادهٔ ۱۴ ژوئیهٔ ۱۹۹۶) بازیکن فوتبال اهل ژاپن است.